# Ch-47M2 Kindżał
Ch-47M2 Kindżał (ros. Х-47М2 Кинжал, Kinżał) – rosyjski hipersoniczny, rakietowy kompleks lotniczy (Wysokotocznyj Gipierzwukowyj Awiacjonnyj Rakietnyj Kompleks Kinżał) składający się z rakiety Ch-47M2 oraz przenoszącego ją samolotu MiG-31K izdielije 06.

## Historia

### Geneza
Prace nad przystosowaniem samolotów myśliwskich do przenoszenia ciężkich pocisków rakietowych zaczęły się w czasach Związku Radzieckiego. W latach 60. ubiegłego wieku, do tego typu zadań zaczęto przygotowywać samolot MiG-25. Jednak efektywny system powstał dopiero wraz z rozpoczęciem prac nad maszyną zdolną do zwalczania celów znajdujących się na orbicie okołoziemskiej, w latach 80. System składał się z samolotu MiG-31D izdielije 07 i przenoszonego przez myśliwiec odpowiednio zmodyfikowanego pocisku 9K79 Toczka. Całość otrzymała oznaczenie kompleksu lotniczego PKO 30P6 Kontakt. Upadek Związku Radzieckiego i okres zapaści gospodarczej, jaki po nim nastąpił, wstrzymał finansowanie projektu. Próby zainteresowania programem potencjalnych użytkowników komercyjnych nie przyniosły rezultatu i cały projekt zakończył się na wybudowaniu jedynie dwóch maszyn kompleksu Kontakt. Od połowy drugiej dekady XXI wieku MiG prowadził prace badawcze nad dwiema nowymi wersjami samolotów MiG-31. Na pierwszym z nich, oznaczonym jako izdielije 08, według niepotwierdzonych informacji prowadzone są próby nowego systemu przeciwsatelitarnego. Druga z maszyn, MiG-31K izdielije 06, dedykowana jest kompleksowi Kindżał.

### Projekt

#### Nosiciel
Pierwsze zdjęcia nowego prototypowego samolotu opublikowano w 2016 roku. Samolot przechodził próby w locie oraz w trakcie kołowania w Lotniczym Instytucie Doświadczalnym im. M.M. Gromowa w Żukowskim. Samolot odróżniał od znanych wcześniej wersji MiG-31 brakiem podskrzydłowych węzłów uzbrojenia APU-84-46D dla rakiet R-40TD1. Niewielka owiewka na dziobie maszyny, tuż przed przednim wiatrochronem kabiny pilota, jest prawdopodobnie osłoną anteny wymiany danych telemetrycznych. Nowe anteny pojawiły się w obrębie całego kadłuba. Pod dziobem zainstalowano dodatkowy odbiornik ciśnienia powietrza. Samolot wyposażono również w system nawigacji kosmicznej wraz z anteną AS-77 oraz system dalekiej nawigacji PPA-S/W-04, antenę odbiornika nawigacji satelitarnej A-737 GLONASS. Według niepotwierdzonych źródeł samolot pozbawiono radaru RP-31A. Tym samym, dane dotyczące celu dostarczane są z zewnętrznych źródeł. Zmiany objęły również jednostki napędowe samolotu. Zwiększeniu uległ zapas paliwa i ciąg silników D-30F-6. Podobne zmiany zaobserwowano na egzemplarzu MiG-31K izdielije 01. Poza usunięciem podskrzydłowych pylonów do podwieszania uzbrojenia usunięto również zagłębienia w dolnej części kadłuba, ułatwiające podwieszanie pocisków R-33. Maszynę seryjną zaobserwowano po raz pierwszy w połowie 2017 roku.
Obok MiG-31, do współpracy z systemem Kindżał przystosowywany jest bombowiec Tu-22M3. W połączeniu z zasięgiem bombowca, zasięg całego kompleksu wyniesie około 3000 km. Bombowiec będzie zdolny do przenoszenia na swoim pokładzie co najmniej trzech rakiet Ch-47M2. 19 lipca 2018 roku podano informacje o prowadzonych wspólnych ćwiczeniach maszyn MiG-31K i Tu-22M3 w celu opracowania nowej taktyki użycia obydwu samolotów.

#### Pocisk rakietowy
Oficjalnie prace nad nowym systemem uzbrojenia, określanym mianem hipersonicznego lotniczego systemu rakietowego (Wysokotocznyj Gipierzwukowyj Awiacjonno-Rakietnyj Kompleks - WGARK) rozpoczęły się w 2016 roku w Biurze Konstrukcyjnym Projektowania Maszyn w Kołomnie (KBM). Z uwagi na swoje możliwości lotno-pilotażowe, udźwig i wcześniejsze doświadczenia z przenoszeniem dużych pocisków rakietowych, pierwszym wyborem do przenoszenia nowej rakiety został MiG-31K. Koordynacja prac leżała w gestii Korporacji "Taktyczne Uzbrojenie Rakietowe" (KTRW) Obok KBM w skład grupy projektowej zaangażowanej w program budowy nowego systemu zaangażowane były moskiewska Rosyjska Korporacja Lotnicza "MiG", biuro projektowe Zakładu Lotniczego "Sokół", odpowiedzialnego za budowę MiGów-31. Nowa rakieta jest zmodyfikowaną wersją pocisku 9M723 systemu Iskander. W porównaniu do oryginału, nowa konstrukcja jest nieco węższa, zwłaszcza tylna sekcja i ma zmienioną nieco linię aerodynamiczną. Sugeruje to zastosowanie zmodyfikowanego lub zupełnie innego silnika rakietowego. 
Parametry rakiety i jej charakterystyki pozostają nadal w sferze domysłów. Producent podaje, iż pocisk jest zdolny do wykonywania manewrów w trakcie dolotu do celu. Według oficjalnych informacji zasięg rażenia wynosi ponad 2000 km. Z dużym prawdopodobieństwem jest to zasięg całego kompleksu, wliczając w to promień bojowy samolotu – nosiciela rakiety plus jej zasięg. Odpalenie pocisku z dużej wysokości znacząco zwiększa zasięg rażenia. Rakieta – poruszając się w atmosferze o małej gęstości – zużywa znacznie mniej paliwa niż podczas startu z powierzchni lub niskiego pułapu. Według producenta pocisk ma się poruszać z prędkością rzędu Ma 8–10 (około 3400 m/s). Według rosyjskiego Ministerstwa Obrony rakieta ma być przeznaczona między innymi do zwalczania grup lotniskowców, celów o znanym wcześniej położeniu, takich jak bazy wojskowe, obiekty przemysłowe, centra komunikacyjne, ośrodki dowodzenia. Pocisk ma być naprowadzany z wykorzystaniem mieszanego układu, składającego się z platformy nawigacji bezwładnościowej korygowanej danymi odbieranymi z systemu GLONASS, inercyjnego autopilota, systemu automatycznego sterowania i systemu wykorzystywanemu w końcowej fazie ataku, którym mogłaby być głowica optoelektroniczna lub radarowa.
Wbrew rosyjskim zapewnieniom, źródła zarówno amerykańskie, jak i chińskie zaprzeczają spełnianiu przez Kindżał technicznej definicji pocisku hipersonicznego, podnosząc że jest to jedynie oparty na technologii z lat 80. XX wieku i zmodyfikowany do wystrzeliwania z platformy lotniczej pocisk balistyczny Iskander.

## Służba
1 marca 2018 roku prezydent Federacji Rosyjskiej Władimir Putin, podczas wystąpienia przed Zgromadzeniem Federalnym, poinformował o prowadzonych w Rosji pracach nad sześcioma nowymi, awangardowymi systemami uzbrojenia. Wśród nich wymienił Wysokotocznyj Gipierzwukowyj Awiacjonna-Rakietnyj Kompleks Kindżał. Wystąpienie prezydenta zostało wzbogacone o multimedialną prezentację prowadzoną przez głównodowodzącego Sił Powietrzno-Kosmicznych Federacji Rosyjskiej generała pułkownika Siergieja Surowikina. Zaprezentowano na niej między innymi start MiGa-31K oraz zakończone sukcesem oddzielenie się pocisku od nosiciela. Według dalszych upublicznionych informacji, partia samolotów MiG-31K od 1 grudnia 2017 roku przechodzi próby w jednej z jednostek Południowego Rejonu Wojskowego (POW). Jako że POW w swoim składzie nie posiada jednostek liniowych wykorzystujących myśliwce MiG-31, prawdopodobnym miejscem działania samolotów jest Achtubinsk i zlokalizowana tam jednostka doświadczalna. 10 marca 2018 roku do publicznej wiadomości podano, iż 10 samolotów MiG-31K uzbrojonych w rakiety kompleksu Kindżał, pełni próbną służbę bojową. Potwierdzono również nowe oznaczenie tej wersji myśliwca – MiG-31K oraz fakt, iż od początku 2018 roku do marca tego samego roku w ramach prób wykonano 250 lotów. Publicznie MiG-31K wraz z rakietą został po raz pierwszy zaprezentowany 9 maja 2018 roku podczas odbywającej się w Moskwie defilady wojskowej z okazji Dnia Zwycięstwa. Prawdopodobnie elementem projekcji siły, mającej uwypuklić zdolność Rosji do rażenia strategicznych celów oraz jej determinację było przebazowanie MiG-31K do obwodu królewieckiego przed rozpoczęciem inwazji na Ukrainę. 
Pociski zostały użyte po raz pierwszy bojowo 18 marca 2022 roku podczas ataku na Ukrainę przeciw – według strony rosyjskiej – atakując skład amunicji w Delatynie. Według źródeł rosyjskich, pocisk został wystrzelony z odległości ponad 1000 km od celu, rakieta pokonała ten dystans w mniej niż 10 minut ze średnią prędkością rzędu 6000 km/h. W kolejnych miesiącach wojny z Ukrainą rakiety Kindżał były również wykorzystywane: według ministra obrony Ukrainy od lutego do listopada 2022 r. użyto szesnastu rakiet, a podczas zmasowanego uderzenia różnymi rodzajami środków bojowych (rakiet i dronów) w marcu 2023 użyto sześciu takich rakiet równocześnie. 6 maja 2023, po tym jak Ukraina otrzymała (w kwietniu 2023) zestawy przeciwlotnicze Patriot, strona ukraińska potwierdziła doniesienia medialne, że w ataku, który Rosja podjęła dwa dni wcześniej m.in. na obwód kijowski, zniszczona została za pomocą tego zestawu jedna z rakiet Kindżał. Zdaniem strony ukraińskiej było to pierwsze strącenie tej rakiety użytej w warunkach bojowych. Dziesięć dni później, 16 maja 2023 r., naczelny dowódca Sił Zbrojnych Ukrainy Wałerij Załużny poinformował, że obrona przeciwlotnicza jego kraju strąciła ostatniej nocy osiemnaście rakiet różnych typów, w tym sześć Ch-47M2 Kindżał.